# Fabero
Fabero (en galego Fabeiro) é um município da Espanha na província de León, comunidade autónoma de Castela e Leão, de área 48,06 km² com população de 5324 habitantes (2007) e densidade populacional de 97,65 hab/km².

## Demografia
| Variação demográfica do município entre 1991 e 2004 | Variação demográfica do município entre 1991 e 2004 | Variação demográfica do município entre 1991 e 2004 | Variação demográfica do município entre 1991 e 2004 |
| --------------------------------------------------- | --------------------------------------------------- | --------------------------------------------------- | --------------------------------------------------- |
| 1991                                                | 1996                                                | 2001                                                | 2004                                                |
| 6445                                                | 6120                                                | 5669                                                | 5312                                                |